# パトソン・ダカ
パトソン・ダカ（英語: Patson Daka, 1998年10月9日 - ）は、ザンビア・チンゴラ出身のサッカー選手。レスター・シティFC所属。ザンビア代表。ポジションはFW。

## 経歴

### オーストリア時代
2017年1月1日、カフエ・セルティックFCから半年の期限付きでFCリーフェリングに移籍。3月17日、SCアウストリア・ルステナウ戦にてデビュー。同年4月30日、リーフェリングの姉妹クラブであるレッドブル・ザルツブルクに5年契約で完全移籍。7月1日以降も再びリーフェリングでプレーする事となった。8月24日のUEFAヨーロッパリーグ 2018-19 予選、FCファルル・コンスタンツァ戦がザルツブルクでのデビュー戦となった。3日後にはオーストリア・ブンデスリーガ初出場を記録した。この年、アフリカ年間最優秀若手選手賞を受賞した。
2019年12月18日、ザルツブルクとの契約を2024年の夏までに延長した。2020-21シーズンには、リーグ戦28試合で27ゴールを記録し得点王を獲得。オーストリア・ブンデスリーガ年間最優秀選手賞も受賞した。

### レスター・シティ
2021年6月30日、レッドブル・ザルツブルグ史上最高金額でプレミアリーグ、レスター・シティに5年契約で完全移籍。2021年8月7日のコミュニティ・シールド、マンチェスター・シティ戦にて途中出場し、レスターでのデビュー戦を勝利で飾った。8月23日のウェストハム戦にて、プレミアリーグデビューを果たした。10月16日、マンチェスター・ユナイテッド戦にてプレミアリーグ初ゴールを決めた。このゴールにて、ザンビア人初のプレミアリーグ得点者となった。10月20日、ヨーロッパリーグ、アウェイFCスパルタク・モスクワ戦ではハーフタイムを挟んだ9分間でハットトリックを達成。その後さらに追加点を挙げるなど大車輪の活躍で、チームは4－3の打ち合いを制した。レスターにおいて1試合で同一選手が4得点を挙げたのは1958年以来の出来事であり、欧州の舞台でハットトリックを達成した初の選手となった。

## 代表経歴
U-17代表としてアフリカ U-17ネイションズカップ2015に出場。U-20代表としてアフリカ U-20ネイションズカップ2015、2017に出場。U-20ネイションズカップ2017では初優勝を果たし、2017 FIFA U-20ワールドカップにも出場した。
2015年5月10日、マラウイ代表戦にてA代表デビュー。2017年9月5日、2018 FIFAワールドカップ・アフリカ3次予選のアルジェリア代表戦で初得点を記録した。

## 私生活
ダカの父、ナタリ・ダカは元サッカー選手で、地元のクラブであるカフエを本拠地とするナイトロジェン・スターズでウィンガーとしてプレーしていた。 ダカはザンビアの短距離走選手であるスウィランジ・ムポンデラと結婚している。 彼は敬虔なキリスト教徒である。

## 個人成績

### クラブ
2024年4月30日現在
| 所属クラブ            | シーズン | リーグ             | リーグ | リーグ | カップ戦 | カップ戦 | リーグ杯 | リーグ杯 | UCL  | UCL  | UEL  | UEL  | UECL | UECL | その他 | その他 | 合計 | 合計 |
| 所属クラブ            | シーズン | ディビジョン       | 出場   | 得点   | 出場     | 得点     | 出場     | 得点     | 出場 | 得点 | 出場 | 得点 | 出場 | 得点 | 出場   | 得点   | 出場 | 得点 |
| --------------------- | -------- | ------------------ | ------ | ------ | -------- | -------- | -------- | -------- | ---- | ---- | ---- | ---- | ---- | ---- | ------ | ------ | ---- | ---- |
| リーフェリング (loan) | 2016–17  | エアステリーガ     | 9      | 2      | —        | —        | —        | —        | —    | —    | —    | —    | —    | —    | —      | —      | 9    | 2    |
| リーフェリング (loan) | 2017–18  | エアステリーガ     | 18     | 4      | —        | —        | —        | —        | —    | —    | —    | —    | —    | —    | —      | —      | 18   | 4    |
| リーフェリング (loan) | 合計     | 合計               | 27     | 6      | —        | —        | —        | —        | —    | —    | —    | —    | —    | —    | —      | —      | 27   | 6    |
| ザルツブルク          | 2017–18  | ブンデスリーガ     | 8      | 0      | 2        | 1        | —        | —        | —    | —    | 2    | 0    | —    | —    | —      | —      | 12   | 1    |
| ザルツブルク          | 2018–19  | ブンデスリーガ     | 15     | 3      | 3        | 1        | —        | —        | 4    | 0    | 4    | 2    | —    | —    | —      | —      | 26   | 6    |
| ザルツブルク          | 2019–20  | ブンデスリーガ     | 31     | 24     | 6        | 2        | —        | —        | 6    | 1    | 2    | 0    | —    | —    | —      | —      | 45   | 27   |
| ザルツブルク          | 2020–21  | ブンデスリーガ     | 28     | 27     | 6        | 5        | —        | —        | 6    | 2    | 2    | 0    | —    | —    | —      | —      | 42   | 34   |
| ザルツブルク          | 合計     | 合計               | 82     | 54     | 17       | 9        | 0        | 0        | 16   | 3    | 10   | 2    | —    | —    | 0      | 0      | 125  | 68   |
| レスター・シティ      | 2021–22  | プレミアリーグ     | 23     | 5      | 1        | 0        | 3        | 0        | —    | —    | 6    | 5    | 4    | 1    | 1      | 0      | 38   | 11   |
| レスター・シティ      | 2022–23  | プレミアリーグ     | 30     | 4      | 3        | 0        | 3        | 0        | —    | —    | —    | —    | —    | —    | —      | —      | 36   | 4    |
| レスター・シティ      | 2023–24  | チャンピオンシップ | 20     | 7      | 1        | 0        | 1        | 0        | —    | —    | —    | —    | —    | —    | —      | —      | 22   | 7    |
| レスター・シティ      | 合計     | 合計               | 73     | 16     | 5        | 0        | 7        | 0        | —    | —    | 6    | 5    | 4    | 1    | 1      | 0      | 96   | 22   |
| 通算                  | 通算     | 通算               | 182    | 76     | 22       | 9        | 7        | 0        | 16   | 3    | 16   | 7    | 4    | 1    | 1      | 0      | 247  | 96   |

1. ↑  FAコミュニティ・シールドへの出場

### 代表
2024年4月30日現在
| 代表国   | 年度 | 出場 | 得点 |
| -------- | ---- | ---- | ---- |
| ザンビア | 2015 | 5    | 0    |
| ザンビア | 2016 | 7    | 0    |
| ザンビア | 2017 | 3    | 2    |
| ザンビア | 2018 | 4    | 0    |
| ザンビア | 2019 | 4    | 1    |
| ザンビア | 2020 | 0    | 0    |
| ザンビア | 2021 | 6    | 5    |
| ザンビア | 2022 | 3    | 1    |
| ザンビア | 2023 | 8    | 9    |
| ザンビア | 2024 | 6    | 3    |
| 通算     | 通算 | 46   | 21   |

## タイトル

### クラブ
FCレッドブル・ザルツブルク
- ÖFBカップ：2018–19, 2019–20, 2020-21
- ブンデスリーガ：2017–18, 2018–19, 2019–20, 2020-21

レスター・シティFC
- FAコミュニティ・シールド：2021
- EFLチャンピオンシップ：2023-24

### 個人
- アフリカ年間最優秀若手選手賞：2017
- オーストリア・ブンデスリーガ年間最優秀選手：2020–21
- オーストリアブンデスリーガ得点王：2020–21